# Five Nights at Freddy's: Special Delivery
«Five Nights at Freddy's: Special Delivery» — хоррор-відеогра з доповненою реальністю 2019 року, розроблена та опублікована Illumix для Android та iOS. Це другий спін-офф у серії «Five Nights at Freddy's» і десята гра загалом. Спочатку планувалося вийти в жовтні 2019 року, але було відкладено: вихід раннього доступу відбувся 22 листопада 2019 року, а офіційний вихід — 25 листопада того ж року[неавторитетне джерело].

## Ігровий процес
У грі є ігровий процес доповненої реальності на основі локації, схожий на Pokémon Go. Гравці зіткнуться з несправною аніматронікою в їхньому реальному світі і спробують пережити ці жахи оживають. На допомогу гравцеві є численні інструменти, включаючи ліхтарик і керований шокер. Гравець також може врятувати аніматроніку на запчастини та відправити власних аніматроніків додому до своїх друзів.

## Сюжет
У грі гравці підписуються на нову «Fazbear Funtime Service» від Fazbear Entertainment і отримують улюблену аніматроніку на вимогу. Через прикрі обставини заїжджі аніматроніки виходять з ладу і нападають на передплатників замість того, щоб їх розважати.
Гравці повинні протистояти нескінченному потоку ворожих аніматроніків, які будуть слідувати за ними, куди б вони не пішли. Питання в тому, як довго гравці можуть вижити? А що саме відбувається в Fazbear Entertainment?

## Розробка
Музику створював Леон Рискін, який також був композитором Five Nights at Freddy's World, Five Nights at Freddy's: Sister Location, Freddy Fazbear's Pizzeria Simulator, Ultimate Custom Night та Five Nights at Freddy's: Help Wanted.

## Актори озвучування
| Актори             | Персонажі                            |
| ------------------ | ------------------------------------ |
| Ембер Лі Коннорс   | Чіка                                 |
| Енді Філд          | Unit                                 |
| Келлен Гофф        | Фредді/Фантайм Фредді/Глемрок Фредді |
| Pj Heywood         | Спрінгтрап                           |
| Хізер Мастерс      | Циркус Бейбі                         |
| Крістофер Маккалоу | Фоксі                                |
| Даррен Робак       | Іграшковий Фредді                    |
| Єна Рундас         | Мангл                                |
| Кейондра Шанай     | Джек-О-Чіка                          |

## Відгуки
На imdb отримала оцінку 5.8 із 10 балів. А на сайті Taptap.io - 5.9/10 балів. Взагалом, по словах самих критиків гра набрала мало зірок. Що в Metacritic, що й в IGN.